# Андамански и Никобарски острови
Андамански и Никобарски острови (на хинди: अंडमान और निकोबार द्वीप; на английски: Andaman and Nicobar Islands) е островна съюзна територия на Индия.
Разположена е между Бенгалския залив и Андаманско море (Индийски океан). Включва 2 островни групи: Андамански острови на север и Никобарски острови на юг, разделени от паралела на 10° северна ширина. Населението е 380 520 жители към 2012 г., а площта е 8250 km2. Намира се в часова зона UTC+5:30. Съюзната територия е основана през 1956 г. Столица е Порт Блеър.
Територията е на 150 km северно от Ачех (Индонезия) и отделена от Тайланд и Бирма чрез Андаманско море. То се намира на изток, а на запад е Бенгалския залив.
На Андаманските острови живеят сентинелците, неконтактно племе. Те са единственият народ, за който се знае, че не е достигнал отвъд палеолитното ниво на технология.

## География
Територията разполага с 572 острова, от които 38 са постоянно обитавани. Общата им площ е 8250 km2. Най-високата точка се намира на Северен Андаман и е с височина от 732 m (Садъл пийк). Андаманската група включва 325 острова, докато Никобарската – 247.
Единственият вулкан в Индия, остров Барен, се намира в територията. Това е активен вулкан, който последно изригва през 2017 г.

## Население
Според преброяването на населението в Индия от 2011 г., населението на Андамански и Никобарски острови е 379 944 души, от които 53,25% са мъже, а 46,75% са жени. Едва 10% от населението живее на Никобарските острови.
| Име                      | Площ (km2) | Население Преброяване 2001 г. | Население Преброяване 2011 г. | Столица     |
| ------------------------ | ---------- | ----------------------------- | ----------------------------- | ----------- |
| Никобарски острови       | 1765       | 42 068                        | 36 842                        | Кар Никобар |
| Северен и Среден Андаман | 3536       | 105 613                       | 105 597                       | Маябундер   |
| Южен Андаман             | 2640       | 208 471                       | 238 142                       | Порт Блеър  |
| Общо                     | 7950       | 356 152                       | 380 581                       |             |

На Андаманските острови живеят приблизително 400 – 450 души коренно население.
По-голямата част от населението на островите са индуси (69,44%), следвани от християни (21,7%) и мюсюлмани (8,51%).